# Karel Lotsy

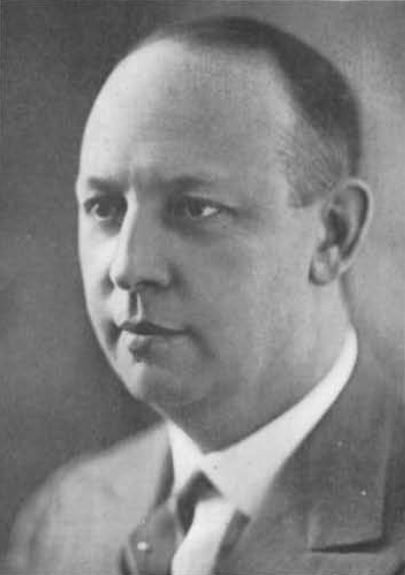
Karel Lotsij

Karel Johannes Julianus Lotsy (* 3. März 1893 in Baltimore, Maryland (USA); † 29. August 1959 in Koog aan de Zaan; eigentlich Karel Lotsĳ) war ein niederländischer Fußball- und Sportfunktionär. Von 1942 bis 1953 war er Vorsitzender des niederländischen Fußballverbands KNVB. 1959 wurde er der erste Vorsitzende des Niederländischen Sportbundes.

## Leben und Wirken

### Jugend und Aufstieg
Lotsy wurde als Sohn des Biologen Johannes Paulus Lotsĳ in Baltimore geboren, wo der Vater an der Johns-Hopkins-Universität lehrte. Die Familie stammte aus Dordrecht; seine Kindheit verbrachte Karel Lotsy jedoch in Malabar in der damaligen Kolonie Niederländisch-Indien. Als er acht war, kehrte die Familie in die Niederlande zurück, zunächst nach Leiden und später nach Haarlem, wo er Mitglied des HFC wurde und mit mäßigem Erfolg Fußball spielte. Schon mit 18 erhielt er als zweiter Sekretär Vereinsverantwortung übertragen.
Sein Studium der Botanik führte ihn in den Vorkriegsjahren nach Paris, in die Vereinigten Staaten und nach Schweden, ehe er als Soldat in die Heimat zurückkehrte. Nach Ende des Krieges stieg er in leitender Funktion in die Feuerversicherung ein, die einer seiner Großväter gegründet hatte. Von 1917 bis 1919 war er Vorsitzender des HFC, und 1921 wurde er Trainer der ersten Mannschaft des HFC. Das Team war zweimal in Folge abgestiegen; Lotsy führte es innerhalb von zwei Jahren in die erste Liga zurück. In dieser Zeit entwickelte er eine Methode des Konzentrations- und Mentaltrainings, für die er später bekannt wurde. Er war überzeugt, dass im Sport Geist und Psyche eine grundlegende Bedeutung zukommen, und dass die Erfolge des Teams seinem mentalen Training zu verdanken waren.
Er legte sein Amt in Haarlem nieder und konzentrierte sich auf seine Funktionärsaufgaben als Vorsitzender des Fußballbezirks Dordrecht und als Vorstandsmitglied des Regionalverbandes des KNVB. In diesen Funktionen begleitete er die niederländische Olympiamannschaft zu den Olympischen Spielen in Paris. Bei den folgenden Spielen im eigenen Land war er bereits Vorsitzender des Regelausschusses der Fußballer.

### Der Fußball- und Sportfunktionär

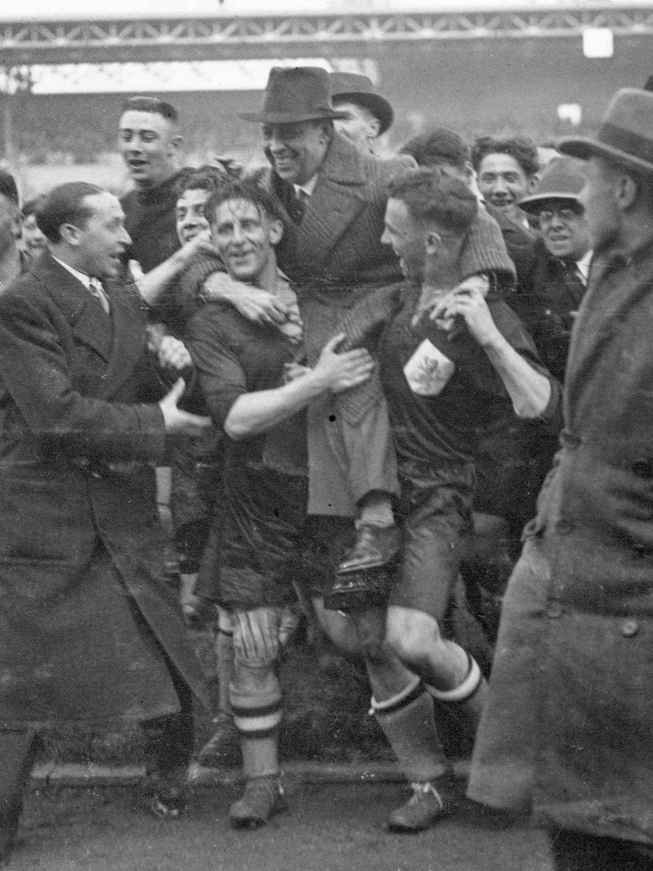
Nationalspieler feiern Lotsy nach einem Sieg über Irland am 8. April 1934

Karel de Kerel („Karl der Kerl“ war sein Spitzname) galt als dynamischer und charmanter Mensch mit großem Organisationstalent. 1930 wurde er in den Hauptvorstand des KNVB gewählt, 1931 wurde er Vorsitzender der technischen Kommission und wenig später Leiter der Auswahlkommission für die Nationalmannschaft. Vor Lotsys Amtszeit hatte die Elftal von 21 Spielen nur drei gewonnen; nach seiner Übernahme waren es elf der nächsten 21. Einer der Gründe dafür war, dass Lotsy die Spieler mit seinem mittlerweile weiter entwickelten Konzentrationstraining mental auf die Begegnungen vorbereitete; insbesondere für seine Ansprachen in der Kabine, die den Spielern kurz vor dem Match die letzte Motivation geben sollten – die so genannten „donderspeeches“, „Donnerreden“ also – wurde Lotsy berühmt. Faas Wilkes beschrieb diese Situationen später: „Er machte dich trunken mit seinen Worten, es war eine Art mentales Doping.“
Schon vor 1934 übernahm Lotsy auch Funktionen im Nationalen Olympischen Komitee der Niederlande und bei der FIFA. Bei den Olympischen Spielen in Berlin fungierte er 1936 erstmals als Chef de Mission; diese Position des Leiters der niederländischen Delegation bekleidete er auch 1948 in London und 1952 in Helsinki.

### Sympathisant der Besatzer
In den Jahren der Besetzung durch Nazideutschland wurde Fußball noch populärer als zuvor. „Zwischen 1940 und 1945 verdoppelte sich der Besuch von Fußballspielen in den Niederlanden“, sagt der Direktor des Bevrijdingsmuseum Groesbeek („Nationales Befreiungsmuseum“). Bis auf Gerrit Vreeken standen die Stars dieser Zeit – Abe Lenstra, Faas Wilkes, Leen Vente – nie im Verdacht, mit den Besatzern kollaboriert zu haben – „das war eher Sache der Funktionäre.“ So wurden jüdische Spieler ohne viel Aufsehen aus den Mannschaften genommen; einige Spieler wie Bram Appel wurden zur Zwangsarbeit ins „Reich“ abkommandiert und mussten bei deutschen Vereinen spielen. In dieser Zeit war Lotsy zunächst, bis Herbst 1941, Berater der Hauptabteilung Erziehung, Wissenschaft und Kulturpflege des Reichskommissars für die besetzten niederländischen Gebiete; 1942 wurde er – nach dem Tod des Vorgängers Dirk van Prooye – Vorsitzender des KNVB.

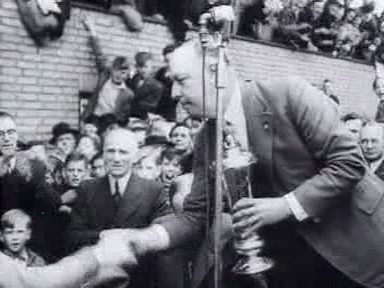
Lotsy bei der KNVB-Pokalübergabe 1944

Lotsy, der schon in den 1930er Jahren den Beinamen „Sport-Mussolini“ erhalten hatte, gab seine Zustimmung dazu, dass jüdische Schiedsrichter gesperrt wurden. Von ihm ist die Aussage überliefert: „Die Chance ist zum Greifen nahe, dass der neue Geist sich durchsetzen wird.“ Nach Kriegsende versuchte der DFB-Präsident Peco Bauwens, Lotsy und andere Funktionäre „reinzuwaschen“; in einem Brief an den FIFA-Generalsekretär Ivo Schricker vom März 1949 behauptete er, Lotsy habe von der SS „als Deutschenfeind in ein KZ gebracht werden sollen“. Für den Fußballhistoriker Nils Havemann diente dies allerdings auch der Rechtfertigung von Bauwens' eigener Rolle während des Dritten Reichs.
Bei der zuivering nach dem Krieg, dem niederländischen Äquivalent zur Entnazifizierung, wurde Lotsy von der zuiveringsscommissie voor de sport, der Säuberungskommission für den Sport, 1945 freigesprochen. Doch rund 30 Jahre nach Lotsys Tod kam eine Diskussion über seine Rolle während des Krieges auf. Der Historiker und Rezensent Jef Abbeel schreibt über Lotsy, dieser sei 1992 „durch [André] Swijtink als idealer Strohmann der Besatzer entlarvt“ worden, in Swijtinks Dissertation In de pas. Sport en lichamelijke opvoeding in Nederland tijdens de Tweede Wereldoorlog (deutsch: „Im Gleichschritt. Sport und Leibeserziehung in den Niederlanden während des Zweiten Weltkriegs“). Diese Sicht wurde in der 2009 erschienenen Lotsy-Biographie De Dordtse magiër, de val van volksheld Karel Lotsy („Der Magier aus Dordrecht, der Fall des Volkshelden Karel Lotsy“) relativiert. Autor und Journalist Frank van Kolfschooten schreibt darin, Lotsy sei Opfer von journalistischen, wissenschaftlichen und politischen Irrtümern geworden. Van Kolfschooten habe der extreme Unterschied zwischen dem Ansehen Lotsys in seiner Generation und seinem Image bei den Nachgeborenen zu seinen Recherchen veranlasst. Seine Erkenntnisse führten ihn zu dem Schluss, die jüngere Generation sei es, die sich irrt.

### Nach dem Zweiten Weltkrieg
Die Kritik an Lotsys Verhalten während der Besatzung kam erst nach seinem Tode auf, so dass er nach dem Krieg in seiner Funktion blieb, als Verbandsvorsitzender sogar mächtiger wurde als zuvor. Karel Lotsy war der KNVB. Er hielt in dieser Zeit, als sich überall in Europa der Berufsfußball durchzusetzen begann, am „edlen und wahren Geist“ des Amateurwesens des Fußballs in den Niederlanden fest. Die besten Spieler wanderten daher in die Profiligen anderer Nationen, insbesondere nach Frankreich, aus, wo sie finanziell, aber auch sportlich bessere Bedingungen vorfanden als in der Heimat. Die Entwicklung des niederländischen Fußballs stagnierte, was Lotsy 1948 bereits erkannte; im Vorwort zu einem Fußballlehrbuch (Beter voetbal) schrieb er, dass das Spielniveau unstreitig schlechter sei als vor dem Kriege und mit der Entwicklung in anderen Ländern nicht habe Schritt halten können. Die Auslandsprofis wurden verbannt, durften nicht mehr in der Nationalmannschaft antreten. Sein Idealbild vom Nationalspieler hatte Lotsy schon 1941 gezeichnet: 

„Der Spieler, der in die Nationalmannschaft berufen wird und der diesem Ruf folgt, übernimmt damit die Pflicht, sich mit Hilfe aller bekannten Mittel vollständig einzubringen. Sobald er auf seinem Gebiet Gesandter seines Landes geworden ist, hat sein Sport für ihn den Charakter des ‚Spieles‘ verloren; sein Sport ist dann für ihn eine Sache des heiligen Ernstes, eine Mission.“

Allerdings hielt die Nachkriegsgeneration von Nationalspielern wenig von ihrem Verbandsvorsitzenden, und auch die „donderspeeches“ verloren ihre Wirkung. Während er es in den 1930er Jahren noch in der Mehrzahl mit „deutlich weniger mündigen Arbeiterjungs, die an seinen Lippen hingen“ zu tun hatte, traf er nach dem Krieg auf selbstbewusstere junge Männer. Kees Rijvers, Nationalspieler seit 1946, erinnerte sich später: 

„Lotsy hatte mit seinen Donnerreden über Volk, Flagge und Vaterland in den Dreißiger Jahren viel Erfolg gehabt, aber in den Vierzigern hatte sich die Welt verändert. Sie bedeuteten uns nichts mehr. Die meisten Spieler schwätzten miteinander, wenn Lotsy das Wort ergriffen hatte.“

Bis zu seinem Rücktritt als Vorsitzender des KNVB – am 24. Januar 1953 wurde Lotsy in der Jaarbeurs Utrecht verabschiedet und zum Ritter des Orde van de Nederlandes Leeuw ernannt – hielt er an seinem Prinzip des Amateurfußballs fest. In seiner Dankesrede in Utrecht betonte er noch einmal, dass für ihn „ein sauberer Sport zum Wohle einer glücklichen und gesunden Jugend“ oberstes Gebot sei, was seine Zuhörer mit minutenlangem Applaus bedachten. Erst nachdem die Auslandsprofis am 12. März 1953 im so genannten Watersnoodwedstrijd Fußballpresse und -anhänger in den Niederlanden von ihren Fähigkeiten überzeugt hatten und nachdem der Unternehmer Gied Joosten im Januar 1954 den unabhängigen Berufsfußballbund NBVB gegründet hatte, wurde unter Lotsys Nachfolger H.F. Hopster der Weg für den Berufsfußball in den älteren Verband frei; Ende 1954 fusionierten beide Fußballverbände zum neuen KNVB. Als Lotsy hörte, dass seine Nachfolger dem Druck der Öffentlichkeit nachgegeben hatten, soll er sie als „lafaards“ („Duckmäuser“ oder „Waschlappen“) bezeichnet haben. Als einer der Vizepräsidenten des Weltverbands führte er im Januar 1956 eine hochkarätig besetzte FIFA-Delegation an, die in Südafrika das Prinzip „Ein Land, ein Verband“ durchsetzen sollte. Als Grund dafür werden seine guten Kontakte angegeben, die er aufgrund geschäftlicher Beziehungen besaß. Karel Lotsy formulierte auch den Abschlussbericht für die FIFA-Gremien, in dem er sich für die die Apartheid unterstützende South African Football Association und gegen die für alle Bevölkerungsgruppen offene South African Soccer Federation aussprach.
Als 1959 die Nederlandse Sport Federatie, der niederländische Sportbund, gegründet wurde, übernahm Lotsy als erster das Amt des Vorsitzenden; kurze Zeit später starb er.

## Sonstiges
In den Niederlanden wurden mehrere Straßen – beispielsweise in Gouda und in seiner Heimatstadt Dordrecht – nach Karel Lotsy benannt. Nach Diskussionen über sein Wirken in der Besatzungszeit erhielt die Karel Lotsylaan in Amsterdam 1997 den neuen Namen Gustav Mahlerlaan.
Lotsys Großonkel Dirk Lotsy war einer der elf Fußballspieler, die zum ersten offiziellen Länderspiel der niederländischen Nationalmannschaft am 30. April 1905 gegen Belgien antraten.